# Oropedio Lasithiou
Oropedio Lasithiou (Grieks: Οροπέδιο Λασιθίου) is een gemeente (dimos) in de Griekse bestuurlijke regio (periferia) Kreta.